# Coruna (geslacht)
Coruna is een geslacht van vliesvleugeligen uit de familie Pteromalidae. De wetenschappelijke naam van dit geslacht is voor het eerst geldig gepubliceerd in 1833 door Walker.

## Soorten
Het geslacht Coruna omvat de volgende soorten:
- Coruna clavata Walker, 1833
- Coruna laevis Kamijo & Takada, 1973